# Michèle Hostekint
Pour les articles homonymes, voir Hostekint.
Michèle Hostekint, née le 13 novembre 1976 à Roulers est une femme politique belge flamande, membre du Sp.a.
Elle est licenciée en droit (RUG) et avocate.

## Fonctions politiques
- conseillère communale à Roulers (2001-)
- présidente du conseil communal de Roulers (2007-)
- députée au Parlement flamand :
  - depuis le 6 juillet 2004